# Seznam památkových zón na Slovensku
Toto je seznam památkových zón na Slovensku podle Registru památkových zón z 23. listopadu 2018.

## Platné památkové zóny
| Č. | Typ | Název                                                            | Právní přezkoumání 2003 - 2010 | Vyhlášena  | Vyhlásil                   | Vyhláška č./rozhodnutí | Účinnost   | Věstník částka/ročník | Změna prohlášení | Okres                |
| -- | --- | ---------------------------------------------------------------- | ------------------------------ | ---------- | -------------------------- | ---------------------- | ---------- | --------------------- | --- | -------------------- |
| 2  | V   | Bratislava - Rusovce                                             | platná                         | 19.09.1990 | Plénum NVB                 |                        | 01.10.1990 | ---                   | | Bratislava 5         |
| 3  | M   | Komárno                                                          | platná                         | 25.09.1990 | R Zs KNV                   |                        | 25.09.1990 | ---                   | | Komárno              |
| 4  | M   | Skalica                                                          | platná                         | 25.09.1990 | R Zs KNV                   |                        | 25.09.1990 | ---                   | | Skalica              |
| 6  | V   | Bratislava - Vajnory                                             | platná                         | 16.11.1990 | Plénum NVB                 |                        | 01.12.1990 | ---                   | 03.11.2008 MK-1496/2008-51/15215, právoplatné 1.12.2008-zúženie | Bratislava 3         |
| 8  | M   | Kysucké Nové Mesto                                               | platná                         | 11.04.1991 | Okresný úrad Čadca         |                        | 30.04.1991 | ---                   | | Kysucké Nové Mesto   |
| 9  | M   | Zvolen                                                           | platná                         | 26.04.1991 | Okresný úrad Zvolen        |                        | 01.05.1991 | ---                   | | Zvolen               |
| 11 | M   | Bytča                                                            | platná                         | 10.05.1991 | Okresný úrad Žilina        |                        | 10.05.1991 | ---                   | | Bytča                |
| 12 | M   | Rajec                                                            | platná                         | 10.05.1991 | Okresný úrad Žilina        |                        | 10.05.1991 | ---                   | neplatná zmena v r.1995 | Žilina               |
| 13 | M   | Nitrianske Pravno                                                | platná                         | 27.05.1991 | Okresný úrad Prievidza     |                        | 01.06.1991 | ---                   | 12.09.2005 MK-9850/2005-400/24474, právoplatné 26.10.2005 | Prievidza            |
| 14 | M   | Krupina                                                          | platná                         | 29.05.1991 | Okresný úrad Zvolen        |                        | 01.06.1991 | ---                   | | Krupina              |
| 15 | M   | Trstená                                                          | platná                         | 11.06.1991 | Okresný úrad D.Kubín       | PO 37/91-457/3A-40     | 01.06.1991 | ---                   | 18.08.2004 MK-5810/2004-400, právoplatné 20.09.2004 | Tvrdošín             |
| 16 | M   | Tvrdošín                                                         | platná                         | 01.06.1991 | Okresný úrad D.Kubín       |                        | 01.06.1991 | ---                   | | Tvrdošín             |
| 17 | M   | Jelšava                                                          | platná                         | 05.06.1991 | Okresný úrad Rožňava       |                        | 01.07.1991 | ---                   | | Revúca               |
| 18 | M   | Štítnik                                                          | platná                         | 05.06.1991 | Okresný úrad Rožňava       |                        | 15.06.1991 | ---                   | | Rožňava              |
| 19 | K   | Sirk - Železník                                                  | platná                         | 17.06.1991 | Okresný úrad Rožňava       |                        | 01.07.1991 | ---                   | | Revúca               |
| 20 | M   | Bojnice                                                          | platná                         | 19.06.1991 | Okresný úrad Prievidza     |                        | 01.07.1991 | ---                   | | Prievidza            |
| 21 | M   | Rožňava                                                          | platná                         | 21.06.1991 | Okresný úrad Rožňava       |                        | 01.08.1991 | ---                   | | Rožňava              |
| 22 | M   | Topoľčany                                                        | platná                         | 01.07.1991 | Okresný úrad Topoľčany     |                        | 01.07.1991 | ---                   | | Topoľčany            |
| 23 | M   | Liptovský Ján                                                    | platná                         | 20.07.1991 | Okresný úrad L.Mikuláš     |                        | 01.09.1991 | ---                   | 25.11.2005 MK-9850/2005-400/31604, právoplatné 10.01.2006-zúženie | Liptovský Mikuláš    |
| 24 | M   | Partizánska Ľupča                                                | platná                         | 22.08.1991 | Okresný úrad L.Mikuláš     |                        | 01.09.1991 | ---                   | | Liptovský Mikuláš    |
| 25 | M   | Beckov                                                           | platná                         | 01.09.1991 | Okresný úrad Trenčín       |                        | 01.09.1991 | ---                   | | Nové Mesto nad Váhom |
| 26 | M   | Liptovský Mikuláš                                                | platná                         | 16.09.1991 | Okresný úrad L.Mikuláš     |                        | 01.10.1991 | ---                   | 09.09.2005 MK-9817/2005-400/24302, právoplatné 14.10.2005 08.06.2009 MK-3138/2009-51/7438, právoplatné 30.06.2009-časť zúženie, časť rozšírenie                      | Liptovský Mikuláš    |
| 27 | M   | Ružomberok                                                       | platná                         | 16.09.1991 | Okresný úrad L.Mikuláš     |                        | 01.10.1991 | ---                   | | Ružomberok           |
| 30 | V   | Hybe                                                             | platná                         | 01.10.1991 | Okresný úrad L.Mikuláš     |                        | 01.10.1991 | ---                   | | Liptovský Mikuláš    |
| 31 | V   | Nižná Boca                                                       | platná                         | 01.10.1991 | Okresný úrad L.Mikuláš     |                        | 01.10.1991 | ---                   | | Liptovský Mikuláš    |
| 32 | V   | Stankovany - Podšíp                                              | platná                         | 01.10.1991 | Okresný úrad L.Mikuláš     |                        | 01.10.1991 | ---                   | | Ružomberok           |
| 33 | V   | Východná                                                         | platná                         | 01.10.1991 | Okresný úrad L.Mikuláš     |                        | 01.10.1991 | ---                   | 14.09.2005 MK-9850/2005-400/24880, právoplatné 24.10.2005 | Liptovský Mikuláš    |
| 34 | M   | Brezno                                                           | platná                         | 20.11.1991 | Okresný úrad B.Bystrica    |                        | 25.11.1991 | ---                   | | Brezno               |
| 35 | M   | Modra                                                            | platná                         |            | Okresný úrad Ba-vidiek.    |                        | 01.12.1991 | ---                   | | Pezinok              |
| 36 | M   | Hanušovce nad Topľou                                             | platná                         | 15.12.1991 | Okresný úrad Vranov n.T.   |                        | 15.12.1991 | ---                   | | Vranov nad Topľou    |
| 37 | M   | Hniezdne                                                         | platná                         | 16.12.1991 | Okresný úrad S.Ľubovňa     |                        | 18.02.1992 | ---                   | 27.11.2009 MK-5021/2009-51/14979, - rozšírenie neplatné rozhodnutím MK-152/2010-51/826 zo dňa 20.1.2010 právoplatným 26.2.2010                                       | Stará Ľubovňa        |
| 38 | M   | Stará Ľubovňa                                                    | platná                         | 16.12.1991 | Okresný úrad S.Ľubovňa     |                        | 18.02.1992 | ---                   | 24.11.2005 MK-9850/2005-400/31575, právoplatné 11.01.2006-rozšírenie                                                                                                 | Stará Ľubovňa        |
| 39 | M   | Spišská Nová Ves                                                 | platná                         | 20.01.1992 | Okresný úrad Sp.N.Ves      |                        | 01.03.1992 | ---                   | 17.02.2005 MK-19/2005-400, právoplatné 29.03.2005-zúženie | Spišská Nová Ves     |
| 40 | M   | Dobrá Niva                                                       | platná                         | 24.02.1992 | Okresný úrad Zvolen        | 11/92-kult             | 01.03.1992 | ---                   | | Zvolen               |
| 41 | M   | Gelnica                                                          | platná                         | 27.03.1992 | Okresný úrad Sp.N.Ves      |                        | 15.05.1992 | ---                   | 15.12.2005 MK-11221/2005-400/33355, právoplatné 26.01.2006-rozšírenie                                                                                                | Gelnica              |
| 43 | S   | Vysoké Tatry-Tatranská Lomnica                                   | platná                         | 01.06.1992 | Okresný úrad Poprad        |                        | 01.06.1992 | ---                   | | Poprad               |
| 44 | M   | Bratislava - CMO                                                 | platná                         | 18.08.1992 | Okresný úrad Bratislava    | 1/1992                 | 01.12.1992 | 2/2                   | 10.08.2005 MK-9432/2005-400/222163, právoplatné 10.11.2005-zúženie - zrušenie rozhodnutia krajským súdom-č.rozhodnutia 2 S 11/06-92 IČS 1006200067 zo dňa 30.01.2008 | Bratislava 1         |
| 47 | V   | Lúčka                                                            | platná                         | 15.09.1992 | Okresný úrad Rožňava       | 4/1992                 | 16.06.1994 | 1/4                   | | Rožňava              |
| 48 | M   | Nitra-Staré Mesto                                                | platná                         | 15.09.1992 | Okresný úrad Nitra         | 1/1992                 | 14.12.1994 | 4/4                   | 01.12.2008 MK-1405/2008-51/16649, právoplatné 16.01.2009-zamietnutie návrhu na zmenu = zúženie                                                                       | Nitra                |
| 49 | M   | Nové Mesto nad Váhom                                             | platná                         | 15.09.1992 | Okresný úrad Trenčín       | ?                      | 31.08.1994 | 2/4                   | | Nové Mesto nad Váhom |
| 50 | M   | Spišské Vlachy                                                   | platná                         | 23.10.1992 | Okresný úrad Sp.N.Ves      | 3/1992                 | 31.08.1994 | 2/4                   | | Spišská Nová Ves     |
| 51 | M   | Spišské Podhradie                                                | platná                         | 10.02.1993 | Okresný úrad Sp.N.Ves      | 1/1993                 | 31.08.1994 | 2/4                   | | Levoča               |
| 52 | M   | Hlohovec                                                         | platná                         | 26.02.1993 | Okresný úrad Trnava        | 1/1993                 | 16.06.1994 | 1/4                   | | Hlohovec             |
| 53 | M   | Sabinov                                                          | platná                         | 20.04.1993 | Okresný úrad Prešov        | 2/1993                 | 16.06.1994 | 1/4                   | 28.11.2008 MK-3791/2008-51/16494, právoplatné 15.12.2008-rozšírenie                                                                                                  | Sabinov              |
| 54 | M   | Markušovce                                                       | platná                         | 26.04.1993 | Okresný úrad Sp.N.Ves      | 2/1993                 | 31.08.1994 | 2/4                   | | Spišská Nová Ves     |
| 56 | M   | Šahy                                                             | platná                         | 03.05.1993 | Okresný úrad Levice        | 1/1993                 | 31.08.1994 | 2/4                   | | Levice               |
| 57 | M   | Vyšný Medzev                                                     | platná                         | 27.09.1993 | Okresný úrad Košice-vid.   | ?                      | 16.06.1994 | 1/4                   | | Košice okolie        |
| 58 | M   | Rimavská Sobota                                                  | platná                         | 22.11.1993 | Okresný úrad Rim.Sobota    | 2/1993                 | 16.06.1994 | 1/4                   | | Rimavská Sobota      |
| 59 | V   | Nižné Repaše                                                     | platná                         | 30.11.1993 | Okresný úrad Sp.N.Ves      | 4/1993                 | 31.08.1994 | 2/4                   | | Levoča               |
| 60 | V   | Torysky                                                          | platná                         | 30.11.1993 | Okresný úrad Sp.N.Ves      | 3/1993                 | 31.08.1994 | 2/4                   | | Levoča               |
| 61 | M   | Zlaté Moravce                                                    | platná                         | 01.03.1994 | Okresný úrad Nitra         | 1/1994                 | 14.12.1994 | 4/4                   | | Zlaté Moravce        |
| 62 | V   | Kremnické Bane                                                   | platná                         | 21.03.1994 | Okresný úrad Žiar n/Hron.  | 1/1994                 | 14.12.1994 | 4/4                   | | Žiar n.Hronom        |
| 63 | K   | Marianka                                                         | platná                         | 20.04.1994 | Okresný úrad Ba-vidiek.    | 1/1994                 | 16.06.1994 | 1/4                   | | Malacky              |
| 64 | M   | Liptovský Hrádok                                                 | platná                         | 17.08.1994 | Okresný úrad L.Mikuláš     | 1/1994                 | 25.10.1994 | 3/4                   | | Liptovský Mikuláš    |
| 65 | V   | Ratková                                                          | platná                         | 17.10.1994 | Okresný úrad Rim.Sobota    | 2/1994                 | 19.07.1996 | 3/6                   | | Revúca               |
| 66 | V   | Rimavské Janovce                                                 | platná                         | 17.10.1994 | Okresný úrad Rim.Sobota    | 1/1994                 | 19.07.1996 | 3/6                   | | Rimavská Sobota      |
| 67 | M   | Martin                                                           | platná                         | 20.10.1994 | Okresný úrad Martin        | 1/1994                 | 14.12.1994 | 4/4                   | | Martin               |
| 68 | V   | Turnianska Nová Ves                                              | platná                         | 01.12.1994 | Okresný úrad Košice-vid.   | 2/1994                 | 19.07.1996 | 3/6                   | | Košice okolie        |
| 69 | M   | Medzev-býv.m.č.Nižný Medzev                                      | platná                         | 01.02.1995 | Okresný úrad Košice-vid.   | 1/1995                 | 19.07.1996 | 3/6                   | | Košice okolie        |
| 70 | V   | Klokočov - Do Kršle                                              | platná                         | 10.04.1995 | Okresný úrad Čadca         | 1/1995                 | 19.07.1996 | 3/6                   | | Čadca                |
| 71 | M   | Lučenec                                                          | platná                         | 29.06.1995 | Okresný úrad Lučenec       | 1/1995                 | 19.07.1996 | 3/6                   | 14.02.2005 MK-6009/2004-400, právoplatné 25.03.2005 -zúženie | Lučenec              |
| 72 | M   | Oravský Podzámok                                                 | platná                         | 03.07.1995 | Okresný úrad D.Kubín       | 1/1995                 | 19.07.1996 | 3/6                   | | Dolný Kubín          |
| 73 | M   | Kláštor pod Znievom                                              | platná                         | 06.02.1996 | Okresný úrad Martin        | 1/1996                 | 10.06.1996 | 2/6                   | | Martin               |
| 74 | V   | Horné Plachtince                                                 | platná                         | 15.10.1996 | Krajský úrad B.Bystrica    | 1/1996                 | 23.01.1997 | 1/7                   | | Veľký Krtíš          |
| 76 | V   | Polichno                                                         | platná                         | 15.10.1996 | Krajský úrad B.Bystrica    | 4/1996                 | 23.01.1997 | 1/7                   | 10.12.2008 MK-4012/2008-51/17467, právoplatné 12.01.2009-zúženie | Lučenec              |
| 78 | V   | Lipovce - Lačnov                                                 | platná                         | 12.11.1996 | Krajský úrad Prešov        | 2/1996                 | 06.03.1998 | 1/8                   | | Prešov               |
| 79 | M   | Smolník                                                          | platná                         | 31.01.1997 | Krajský úrad Košice 1/1997 | 1/1997                 | 05.09.1997 | 7/7                   | | Gelnica              |
| 80 | M   | Piešťany                                                         | platná                         | 03.04.1997 | Krajský úrad Trnava        | 1/1997                 | 05.09.1997 | 7/7                   | | Piešťany             |
| 81 | V   | Čelovce                                                          | platná                         | 23.06.1997 | Krajský úrad B.Bystrica    | 12/1997                | 24.10.1997 | 7/9                   | | Veľký Krtíš          |
| 82 | V   | Bátovce                                                          | platná                         | 10.10.1997 | Krajský úrad Nitra         | 10/1997                | 06.03.1998 | 1/8                   | | Levice               |
| 83 | V   | Hodruša-Hámre                                                    | platná                         | 25.11.1998 | Krajský úrad B.Bystrica    | 13/1998                | 19.02.1999 | 1/9                   | | Žarnovica            |
| 84 | K   | Kremnica-banské diela                                            | platná                         | 26.03.1999 | Krajský úrad B.Bystrica    | 13/1999                | 19.05.1999 | 3/9                   | | Žiar n.Hronom        |
| 85 | V   | Sobotište                                                        | platná                         | 02.06.1999 | Krajský úrad Trnava        | 1/1999                 | 24.09.1999 | 7/9                   | | Senica               |
| 86 | M   | Topoľčany - Stummerova ul.                                       | platná                         | 24.03.2000 | Krajský úrad Nitra         | 7/2000                 | 01.05.2000 | 4/10                  | | Topoľčany            |
| 87 | V   | Babiná                                                           | platná                         | 25.09.2000 | Krajský úrad B.Bystrica    | 18/2000                | 29.11.2000 | 10/10                 | | Zvolen               |
| 88 | M   | Ľubica                                                           | platná                         | 20.09.2001 | Krajský úrad Prešov        | 1/2001                 | 30.01.2002 | 2/12                  | | Kežmarok             |
| 89 | M   | Spišská Belá                                                     | platná                         | 17.06.2005 | MK SR                      | MK-5635/2004-400       | 29.07.2005 |                       | | Kežmarok             |
| 90 | S   | Bratislava - Rača - depo, Areál rušňového depa Bratislava-východ | platná                         | 10.03.2008 | MK SR                      | MK-382/2008-51/3657    | 23.06.2008 |                       | | Bratislava 3         |
| 91 | S   | Kopčany                                                          | platná                         | 30.04.2008 | MK SR                      | MK-1724/2008-51/5951   | 08.06.2008 |                       | | Skalica              |
| 92 | S   | Veľká Tŕňa                                                       | platná                         | 10.11.2008 | MK SR                      | MK-3726/2008-51/15613  | 04.12.2008 |                       | | Trebišov             |
| 93 | S   | Prešov-Solivar, Soľná baňa                                       | platná                         | 28.04.2008 | MK SR                      | MK-1360/2008-51/6013   | 19.06.2008 |                       | | Prešov               |
| 94 | V   | Liptovský Mikuláš-Okoličné                                       | platná                         | 10.06.2009 | MK SR                      | MK-3548/2009-51/7564   | 03.07.2009 |                       | | Liptovský Mikuláš    |
| 97 | M   | Vrbov                                                            | platná, nové vyhlásenie 2010   | 02.12.2010 | MK SR                      | MK-4700/2009-51/115312 | 15.02.2010 |                       | | Kežmarok             |
| 98 | M   | Martin-Malá hora a Hostihora                                     | platná, nové vyhlásenie 2018   | 29.06.2018 | MK SR                      | MK-2535/2018-221/5554  | 29.06.2018 |                       | | Martin               |
| 99 | M   | Pezinok                                                          | platná, nové vyhlásenie 2018   | 30.05.2018 | MK SR                      | MK-3060/2018-221/5432  | 30.05.2018 |                       | | Pezinok              |

## Neplatné památkové zóny
Tyto památkové zóny nebyly zveřejněny ve Věstníku vlády SR.
| Ne.  | Typ | Název                    | Právní přezkoumání 2003 - 2010    | Vyhlášena  | Vyhlásil             | Vyhláška č./rozhodnutí | Účinnost | Věstník částka/ročník | Změna prohlášení | Okres     |
| ---- | --- | ------------------------ | --------------------------------- | ---------- | -------------------- | ---------------------- | -------- | --------------------- | --- | --------- |
| 1002 | V   | Jezersko                 | neplatná                          | 25.11.1992 | Okresní úřad Poprad  |                        |          |                       | | Kežmarok  |
| 1003 | M   | Handlová (Ul. 29. srpna) | neplatná, nové vyhl.(inf.02/2007) | 01.10.1996 | Krajský úřad Trenčín | nezveřejněná           | neúčinná | ne                    | 15.11.2005 MK-9850/2005-400/30530, právoplatné XII/2005-rozšíření, rozhodnutí zrušeno 31.5.2007 MK-2882/2007-10/9024 | Prievidza |

## Zrušené památkové zóny
| Č. | Typ | Název                                 | Právní přezkoumání 2003 - 2010 | Vyhlášena  | Vyhlásil                  | Vyhláška č./rozhodnutí | Účinnost   | Věstník částka/ročník | Změna prohlášení                                                 | Okres              |
| -- | --- | ------------------------------------- | ------------------------------ | ---------- | ------------------------- | ---------------------- | ---------- | --------------------- | ---------------------------------------------------------------- | ------------------ |
| 1  | V   | Bratislava - Devínska Nová Ves        | platná                         | 28.02.1989 | Plénum NVB                |                        | 01.04.1990 | ---                   | ZPO-MK-9850/2005-400/25172 z 20.9.2005, právoplatné 2.11.2005    | Bratislava 4       |
| 29 | V   | Lazany                                | platná                         | 19.09.1991 | Okresný úrad Prievidza    |                        | 30.09.1991 | ---                   | ZPO-MK-9850/2005-400/25016 z 19.9.2005, právoplatné 26.10.2005   | Prievidza          |
| 75 | V   | Pavlovce                              | platná                         | 15.10.1996 | Krajský úrad B.Bystrica   | 3/1996                 | 23.01.1997 | 1/7                   | ZPO MK-9850/2005-400/26151 z 3.10.2005, právoplatné 4.11.2005    | Rimavská Sobota    |
| 28 | V   | Povina - Tatári                       | platná                         | 18.09.1991 | Okresný úrad Čadca        |                        | 03.10.1991 | ---                   | ZPO-MK-11145/2005-400/30333 z 14.11.2005, právoplatné 22.12.2005 | Kysucké Nové Mesto |
| 42 | V   | Heľpa                                 | platná                         | 01.06.1992 | Okresný úrad B.Bystrica   |                        | 08.06.1992 | ---                   | ZPO-MK-3008/2008-51/13199 z 29.9.2008, právoplatné 28.10.2008    | Brezno             |
| 10 | M   | Nová Baňa                             | platná                         | 03.05.1991 | Okresný úrad Žiar n/Hron. |                        | 06.05.1991 | ---                   | ZPO-MK-2951/2008-51/12495 zo16.09.2008, právoplatné 20.10.2008   | Žarnovica          |
| 45 | V   | Bratislava - Dúbravka                 | platná                         | 18.08.1992 | Okresný úrad Bratislava   | 1/1992                 | 01.12.1992 | 2/2                   | ZPO-MK-2626/2008-51/12205 z 09.09.2008, právoplatné 09.10.2008   | Bratislava 4       |
| 5  | V   | Bratislava - Rača                     | platná                         | 16.11.1990 | Plénum NVB                |                        | 01.12.1990 | ---                   | ZPO-MK-2874/2008-51/12116 z 08.09.2008, právoplatná 09.10.2008   | Bratislava 3       |
| 55 | M   | Michalovce                            | platná                         | 26.04.1993 | Okresný úrad Michalovce   | 3/1993                 | 16.06.1994 | 1/4                   | ZPO-MK-2832/2008-51/11858 z 02.09.2008, právoplatné 06.10.2008   | Michalovce         |
| 77 | V   | Šimonovce                             | platná                         | 15.10.1996 | Krajský úrad B.Bystrica   | 2/1996                 | 23.01.1997 | 1/7                   | ZPO-MK-3990/2008-51/17298 z 08.12.2008, právoplatné 12.01.2009   | Rimavská Sobota    |
| 46 | V   | Bratislava - Lamač                    | platná                         | 18.08.1992 | Okresný úrad Bratislava   | 1/1992                 | 01.12.1992 | 2/2                   | ZPO-MK-926/2008-51/11864 z 02.09.2008, právoplatné 06.10.2008    | Bratislava 4       |
| 7  | V   | Bratislava - Záhorská Bystrica        | platná                         | 16.11.1990 | Plénum NVB                |                        | 01.12.1990 | ---                   | ZPO-MK-1033/2010-51/5682 z20.04.2010, právoplatné 24.05.2010     | Bratislava 4       |
| 96 | S   | Liptovský Mikuláš-Liptovská Ondrašová | platná                         | 07.07.2009 | MK SR                     | MK-3348/2009-51/7683   | 17.08.2009 |                       | ZPO-MK-2620/2010-51/13964 z 13.10.2010, právoplatné 30.11.2010   | Liptovský Mikuláš  |
| 95 | S   | Liptovský Mikuláš-Palúdzka            | platná                         | 07.07.2009 | MK SR                     | MK-3348/2009-51/7683   | 17.08.2009 |                       | ZPO-MK-2620/2010-51/13964 z 13.10.2010, právoplatné 30.11.2010   | Liptovský Mikuláš  |
| 20 | M   | Bojnice                               | platná                         | 19.06.1991 | Okresný úrad Prievidza    |                        | 01.07.1991 | ---                   | ZPO-MK-6/2011-51/1564 z 2.2.2011, právoplatné 11.3.2011          | Prievidza          |

## Legenda
- M - městská
- V - venkovská
- K - krajinná
- S - speciální
- N - nespecifikovaná